# Gondola Legionowo
Gondola Legionowo – centrum handlowe w Legionowie.

## Opis
Budowa centrum rozpoczęła się w 2015 roku, a dobiegła końca rok później. Powierzchnia całkowita centrum wynosi 29 tys. metrów kwadratowych. Obecnie głównymi najemcami centrum są Media Expert, Eurospar, CCC, Martes Sport i Hebe. Slogan centrum to Pozwól się unieść.